# Amambay
Amambay – jeden z departamentów Paragwaju, położony we wschodniej części kraju. Od północy graniczy z Brazylią (stan Mato Grosso do Sul). Stolicą jest Pedro Juan Caballero. Departament ten sąsiaduje z 3 departamentami: Concepción i San Pedro na zachodzie oraz Canendiyú na południu.

Dzieli się na 3 dystrykty:
1. Bella Vista
2. Capitán Bado
3. Pedro Juan Caballero